# Up with People
Up with People (UWP) est une organisation américaine à but non lucratif 501(c)(3), fondée en 1965 dans le but de s'opposer à la contre-culture des années 1960 et aux mouvements politiques de gauche. La vision exprimée par son fondateur était de s'appuyer sur « la capacité des jeunes à faire ce que les gouvernements n'ont pas réussi à faire : traverser les frontières, voir au-delà de la race et construire des ponts de compréhension entre les gens »  afin de créer un changement positif. En pratique, Up with People assure la formation artistique de jeunes tout en produisant grâce à eux des spectacles de chant et de danse promouvant des thèmes tels que la religion, l'égalité raciale et la pensée positive,. L'organisation a d'abord reçu le soutien financier de grandes entreprises telles que Exxon-Mobil et Halliburton, et le parrainage de personnalités chrétiennes évangéliques telles que Patrick Frawley, Jr. ou politiques du Parti républicain telles que Dwight Eisenhower ou Richard Nixon, avant de se tourner vers le paiement de frais de scolarité par ses jeunes stagiaires comme principal moyen de financement.

## Histoire
Up with People est née en 1965 d'une scission au sein d'un mouvement religieux controversé, Moral Re-armament (MRA), qui utilisait couramment les spectacles pour diffuser ses idées. J. Blanton Belk, alors bras droit et successeur probable du responsable de ce mouvement, le journaliste britannique Peter Howard, s'en est séparé sur les conseils du président américain Dwight Eisenhower. Avec la bénédiction d'Eisenhower, Belk a alors fondé une troupe de chant et de danse qui faisait la promotion de la foi religieuse et s'opposait aux attitudes contre-culturelles et anti-establishment alors dominantes.
Up with People a interprété des chansons avec des titres comme To Tell the Truth et You Can't Live Crooked and Think Straight, ainsi que The Star-spangled Banner (la bannière étoilée, allusion au drapeau américain). Les représentations de Up with People ont atteint un large public grâce à leur connexion avec de grandes entreprises et avec des personnalités du protestantisme évangélique et du Parti républicain. Up with People a étendu son influence au-delà des Américains blancs en dénonçant le racisme, notamment dans la chanson What Color is God's Skin?. Ses activités se sont également développées en Europe, notamment en Allemagne et aux Pays-Bas. Up With People a joué pour les papes Paul VI et Jean-Paul II.

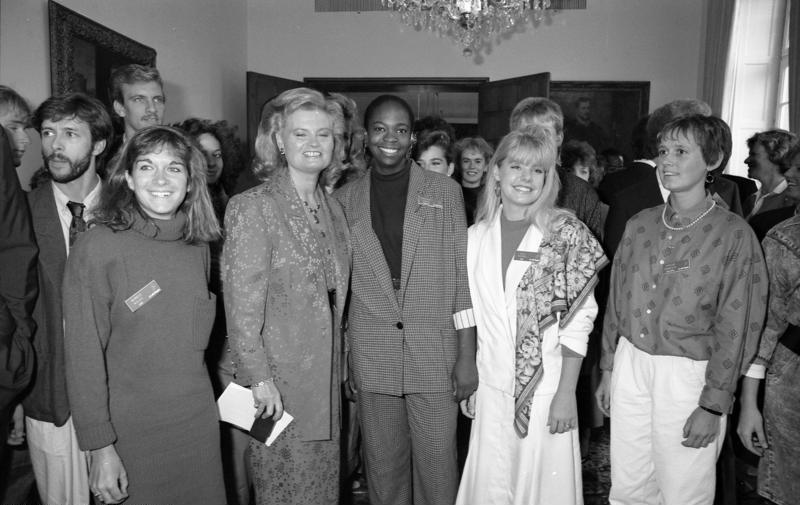
Madame Hannelore Kohl, épouse du chancelier Kohl, reçecevant un groupe d'UWP lors d'un gala de charité en 1988 à Berlin.

Au cours des années 1970 et 1980, Up with People s'est produit lors d'événements sportifs comme Indianapolis 500, le Cotton Bowl et les Super Bowls X, XIV, XVI et XX. À cette époque, « le football professionnel essayait toujours d'égaler la popularité du jeu universitaire » et a fait venir Up with People aux côtés d'actes comme « des fanfares universitaires et des groupes de majorettes de lycée ». Up with People s'est également produit à la Maison Blanche.
Malgré ses apparitions répétées dans le cadre du Super Bowl et sa proximité avec les politiciens républicains, la popularité de Up with People a commencé à décliner au fur et à mesure que la contre-culture des années 1960 s'estompait dans les mémoires. Ironiquement, c'est la victoire idéologique des soutiens évangéliques de Up with People qui a rendu ce groupe obsolète. Avec l'ascension politique de Ronald Reagan, les évangéliques américains se sont installés dans des positions de pouvoir et n'ont plus ressenti le besoin de parrainer un mouvement culturel faisant barrage aux idées radicales.
À la fin des années 1980, la NFL, qui offrait autrefois à Up with People sa plus large audience, a cherché à étendre sa clientèle au-delà des chrétiens américains blancs et a commencé à incorporer des actes de musique « multiculturelle » et, éventuellement, populaire dans le spectacle de la mi-temps du Super Bowl. Perdant ce soutien essentiel, Up with People, qui avait introduit les frais de scolarité en 1972, les a portés à 5 300 $ (équivalent à 15 441,29 $ en valeur 2022) pour un programme d'un an en 1982,. Le montant de ces frais a découragé certains candidats de rejoindre le groupe.
Up with People a réorganisé ses programmes dans les années 1990, introduisant des programmes porteurs de crédits universitaires. En 2011, UWP a lancé un camp d'été. À ce stade, les frais de scolarité de Up with People avaient « dépassé le coût de la plupart des universités privées ».
Le siège de l’organisation a été situé à Tucson (Arizona) jusqu'en 1993, date à laquelle il a déménagé à Denver (Colorado). Ses archives sont conservées dans les collections spéciales des bibliothèques de l'université d'Arizona.

## Critique
Le style musical des chansons de Up With People différait profondément de la musique populaire de son époque, et a pu être qualifié d'« insipide » ou « à l'eau de rose », que ce soit sur le plan musical avec des progressions d'accords simples ou sur le plan des paroles simplistes voire enfantines. La force du groupe relevait davantage de l'impact produit par un groupe très nombreux de jeunes femmes et hommes souriants, semblant perpétuellement joyeux, se précipitant sur scène de façon parfaitement coordonnée. De fait, la plupart des participants s'amusaient simplement à se produire et à parcourir le monde, sans se soucier de l'agenda des dirigeants et des bailleurs de fonds de l'organisation.
Sur certains plans, Up With People est reconnu comme « étonnamment progressiste ». Ainsi, l'organisation a toujours accepté des membres de toutes les races et de toutes les cultures, et il plaçait délibérément les membres des minorités dans des familles d'accueil caucasiennes chaque fois que l'ensemble se rendait dans une nouvelle ville.

## Dans la culture populaire
- Les critiques musicaux citent Up with People comme une influence stylistique pour la chanson ironique Shiny Happy People de REM et le clip vidéo correspondant en raison de son spectacle musical exubérant et coloré[16],[17],[18].
- Les Simpsons ont parodié le groupe sous le nom de Hooray for Everything, un groupe de « jeunes fonceurs propres sur eux », qui interprète des chansons ridicules telles qu'une reprise de Get Dancin dédiée comme un « hommage à l'hémisphère occidental, le plus grand hémisphère du monde »[19],[20],[21],[22].
- L'émission télévisée Cheers avait un personnage, Loretta, qui chantait avec le groupe fictif « The Grinning Americans » (un groupe préféré d'un autre personnage, Cliff, et de sa mère).
- Les créateurs de The Book of Mormon, une comédie musicale qui fait la satire du mouvement des saints des derniers jours, ont cité Up with People comme source d'inspiration pour le style joyeux et caricatural de plusieurs des chansons de leur spectacle musical, qui renvoie l'image nette  et « propre sur soi » de la culture mormone[23],[24],[25].

## Anciens membres célèbres
(par ordre alphabétique des noms de famille).
- Anya Adams est une ancienne de Up with People et est connue pour son rôle de réalisatrice et d'assistante à la réalisation pour les émissions de télévision Black-ish, The Mindy Project, Community, CSI Miami et Body of Proof[26],[27],[28].

- Elizabeth Birch, avocate américaine, dirigeante d'entreprise, présidente du conseil d'administration de la National Gay and Lesbian Task Force (en) de 1992 à 1994 et directrice exécutive de la Human Rights Campaign, la plus grande organisation LGBT des États-Unis, de janvier 1995 à janvier 2004.

- Glenn Close, l'actrice primée aux Emmy Awards et aux Tony Awards et nommée aux Oscars, a été membre de Up with People de 1965 à 1969[29].

- Le correspondant de NBC News, Tom Costello, de The Today Show, NBC Nightly News, MSNBC et CNBC a voyagé avec Up with People. Il aurait déclaré: « Pour moi, l'année sabbatique a été une grande année de croissance et j'ai profondément changé[30]. »

- La chanteuse et actrice bermudienne Candace Furbert a voyagé avec Up with People. Elle est connue pour ses performances au West End Theatre de Londres et ses rôles dans Book of Mormon, Shrek, Dream Girls, Tina, etc. [31]

- Frank Gatson Jr. a voyagé avec Up with People, et il est connu pour être le directeur créatif d'En Vogue, Brandy, Rihanna, Jennifer Lopez et Beyoncé. Il a également chorégraphié des vidéos, des routines et des performances en direct pour des artistes tels que Michael Jackson, TLC, Kelly Rowland, Fifth Harmony, Destiny's Child, Toni Braxton et Usher[32],[33].

- Tooske Ragas (Antonia Grietje Ragas-Breugem), née le 3 juin 1974 à Zwolle, animatrice de télévision, actrice et chanteuse néerlandaise.

- Le réalisateur Jon Lawrence Rivera (qui a dirigé des représentations théâtrales telles que Carla, Moscou, All Soul's Day, Red Hat & Tales, etc.) a voyagé avec Up with People en 1981 dans 16 États et 13 pays. Il a été cité comme disant « Ce fut une expérience incroyable » et « Cela m'a donné le sentiment que tout ce que vous voulez faire, vous pouvez le faire[34],[35]. »

- Le réalisateur de films documentaires, écrivain et photographe néerlandais Koen Suidgeest a voyagé avec UWP en 1988. Il est connu pour ses films Karla's Arrival, Casting, Out & About, Solo et Girl Connected ainsi que son livre Why I Cry on Airplanes et son TED Talk 2015[36],[37],[38],[39].

## Discographie
- [vidéo][CD] « Keep Hope Alive (Studio Recordings from Live on Tour) », 2018
- [vidéo][CD] « Live on Tour 2018 », 2018
- [vidéo][CD] « The Journey », 2015
- [vidéo][CD] « Voices », 2012
- [vidéo][CD] « A Song for the World », 2010
- [vidéo][CD] « Up with People World Tour », 2009
- [vidéo][CD] « A Common Beat », 1999
- [vidéo][CD] « Roads », 1997
- [vidéo][CD] « The Festival », 1994
- [vidéo][CD] « World in Motion », 1992
- [vidéo][CD] « Rhythm of the World », 1990
- [vidéo][CD] « Face to Face », 1988
- [vidéo][CD] « Time for the Music », 1986
- [vidéo][CD] « Beat of the Future », 1984
- [vidéo][CD] « Encore », 1980
- [vidéo][CD] « Holiday Greetings », 1980
- [vidéo][CD] « People Are the Energy », 1978
- [vidéo][CD] « Push On Through », 1976
- [vidéo][CD] « The Show Album », 1974
- [vidéo][CD] « Livin' On », 1973
- [vidéo][CD] « The Further We Reach », 1972
- [vidéo][CD] « Let All the People In », 1970
- [vidéo][CD] « Up with People », 1969
- [vidéo][CD] « Frontiers of Tomorrow », 1968
- [vidéo][CD] « Up with People III », 1967
- [vidéo][CD] « Up with People in Hollywood », 1966
- [vidéo][CD] « Up with People: The Sing Out Musical », 1965[40]